# مدرسه فخریه
مدرسه فخریه مربوط به ۱۱۰۰ سال پیش است و قدیمی‌ترین مدرسه ایران است. مدرسه فخریه در شهر سبزوار، حد فاصل بین میدان دروازه عراق و چهار راه بیهق واقع شده‌است. از این مدرسه
به عنوان قدیمی‌ترین مدرسه ایران یاد می‌شود. این بنا از نوع مدرسه‌هایی است که همچنان کاربری اولیه خود را حفظ کرده و در حال حاضر یکی از چند حوزه علمیه فعال این شهر محسوب می‌شود. استاد پیرنیا پدر معماری سنتی ایران در پژوهشی که دربارهٔ مدارس سنتی ایران انجام داده است، مدرسه فخریه سبزوار را به شرح زیر توصیف کرده‌است:قدیمی‌ترین مدرسه که تا به حال چند بار بازسازی شده‌است مدرسه فخریه سبزوار در شهر شیعه‌نشین سبزوار می‌باشد.
اصل مدرسه از زمان فخرالدوله دیلمی است و با وجود اینکه بازسازی شده‌است ولی شکل کلی اولیه را دارد، اتاق‌های آن که در حال حاضر دراز هستند تناسب منطقی ندارند. ابعاد آن چیزی در حدود ۱ متر در ۵/۲ متر است که نشان می‌دهد پستو یا ایوانچه یا هر دو را داشته‌است. در چهار گوشه آن، مسجد، مدرس، کتابخانه و سرویس‌ها قرار گرفته‌اند. هشتی آن به دو راهرو را داشته که وارد محیط می‌شده‌است.

## نگارخانه

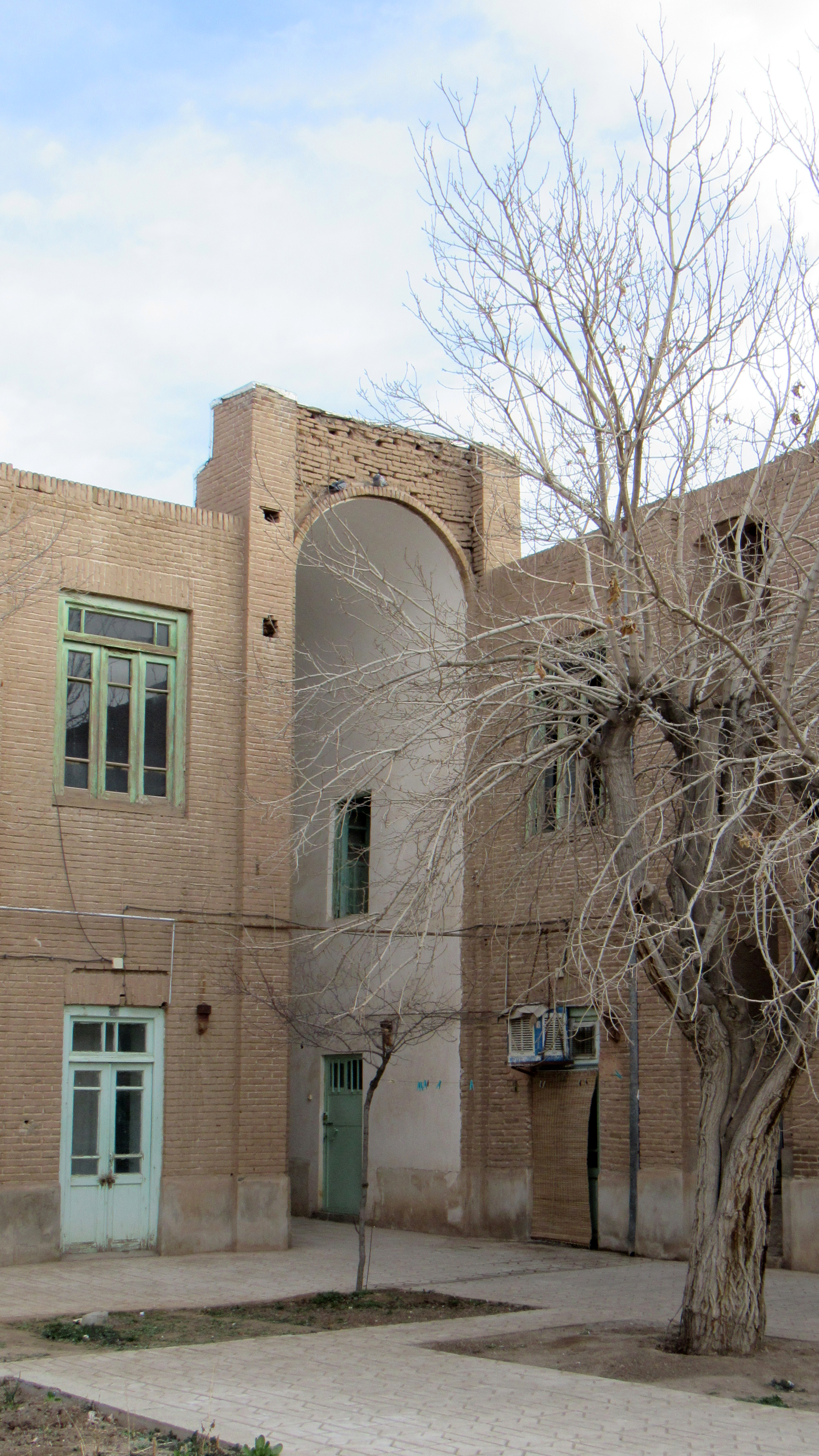
یکی از دو ورودی شمالی
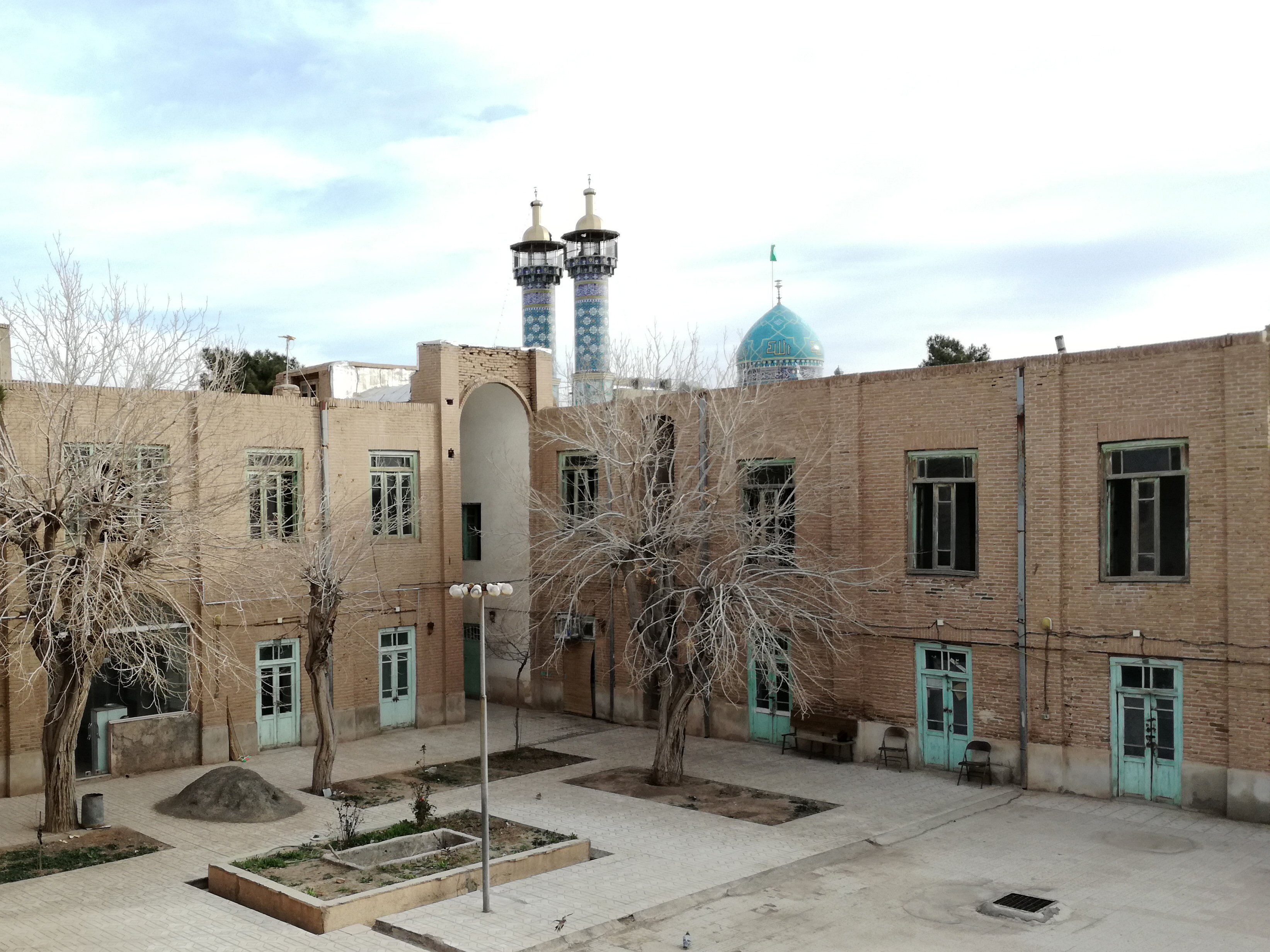
محوطه مدرسه به همراه گلدسته‌های مقبره یحیی در پشت آن
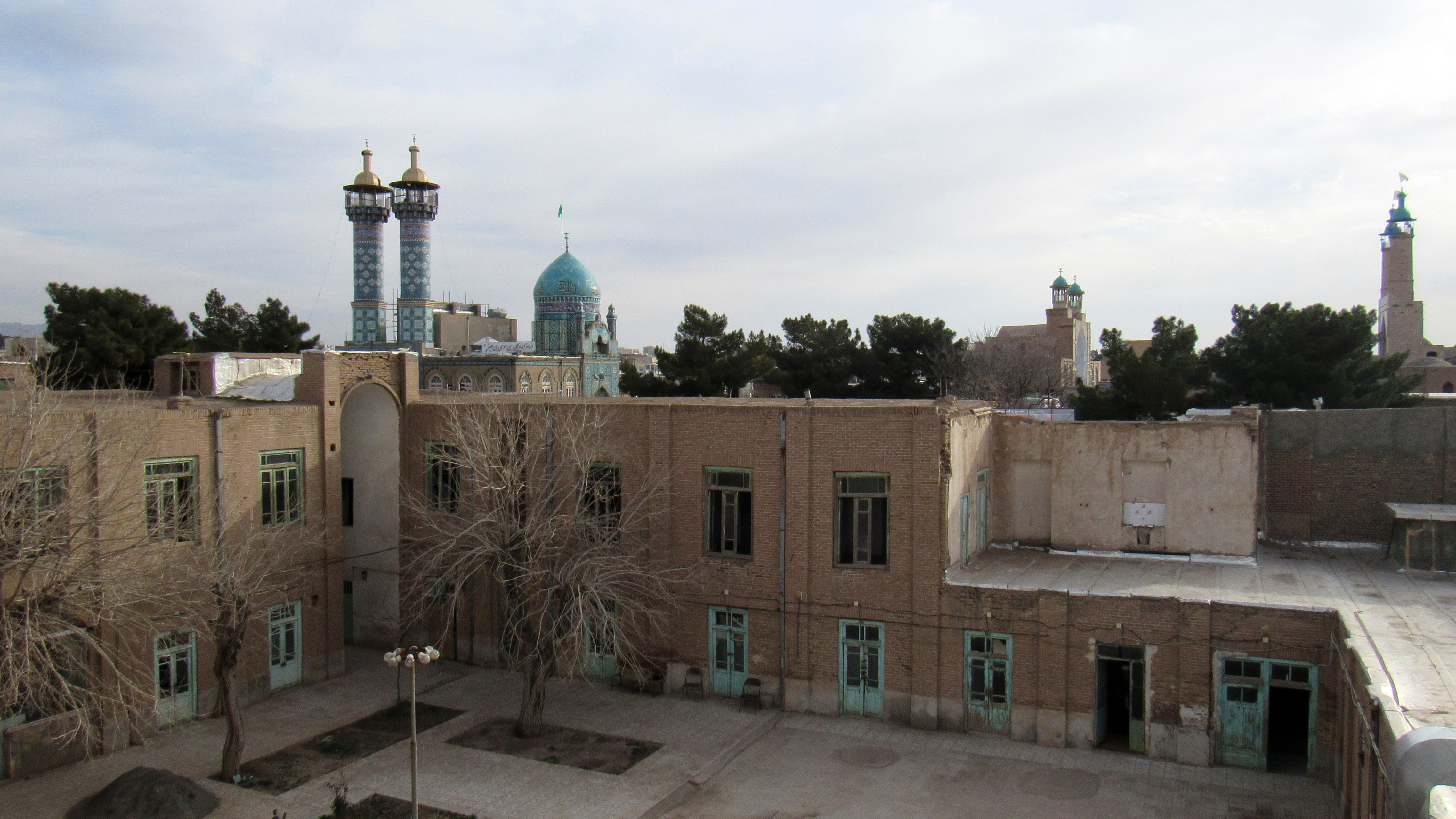
محوطه مدرسه به همراه گلدسته‌های مسجد جامع و مقبره یحیی